# Freundeskreis Reichsführer SS
Freundeskreis Reichsführer SS, ook: Freundeskreis Reichsführer-SS en Freundeskreis Himmler (Nederlands: "Vriendenkring van de Reichsführer-SS"). Voorheen bekend als de Keppler-kring, was een groep van Duitse industriëlen met het doel hadden om invloed uit te oefenen op de economische politiek van het Derde Rijk. 

## De Keppler-kring
In 1933 richtte Wilhelm Keppler de Keppler-kring op. Hij was sinds 1927 lid van de NSDAP, en had op last van Hitler in het voorjaar van 1932 een "studiekring voor economische vragen" (Studienkreis für Wirtschaftsfragen) gesticht. In juni 1932 stelde Keppler ongeveer 20 leden voor aan Hitler, voor in de kring. Secretaris van de groep was Fritz Kranefuss (1900–1945), een vroegere medewerker van Keppler. 
De Keppler-kring hield zich bezig met het opstellen van een economisch- en financiëleprogramma's voor de NSDAP. De kring was onderverdeeld in drie subcomités, (financieel-, industrie- en algemene economische vragen), hierin werden talrijke memoranda opgesteld. Volgens de historicus Dirk Stegmann was de Keppler-kring de kiemcel voor belangrijke fundamentele beslissingen van de latere economische politiek van het naziregime. Vanuit de Keppler-kring ging ook het initiatief voor industriële input (een brief van 19 november 1932 appelleerde aan de rijkspresident Paul von Hindenburg om Adolf Hitler tot rijkskanselier te benoemen).
De leden waren de later begunstigde van de arisering. De historicus Hans-Ulrich Thamer oordeelde in 1994, dat deze het nationaalsocialisme verwante industriële kringen met weinigen uitzondering tot 1933, "dat de economische plaatvervangers uit de tweede- en derde rang van de ijzer- en staalindustrie behoorde."

## Leden van de Keppler-kring
De oorspronkelijke Keppler-kring had volgens Emil Helfferich de volgende leden:
1. Wilhelm Keppler
2. Hjalmar Schacht
3. Albert Vögler
4. Friedrich Reinhart
5. Ewald Hecker
6. August Rosterg
7. Kurt Freiherr von Schröder
8. Emil Heinrich Meyer
9. Franz Heinrich Witthoefft
10. Emil Helfferich
11. Leopold Plaichinger
12. Max Luyken
13. Gottfried von Bismarck-Schönhausen

De historicus Henry Ashby Turner noemt nog één:
1. Otto Steinbrinck (privé-secretaris van Friedrich Flick)

## De vriendenkring Reichsführer-SS
Na de machtsovername werd de Keppler-kring tot Freundeskreis Reichsführer-SS omgevormd. De leden schonken vanaf 1935 tot 1944 ongeveer jaarlijks vanaf 600.000 tot 1 miljoen Reichsmark in 1939 en 1940 aan de Reichsführer-SS Heinrich Himmler. Daarvoor werden het "Sonderkonto S" bij de J. H. Stein bank ingericht, zoals blijkt uit de brief van 25 februari 1936 van Otto Steinbrinck en Kurt Freiherr von Schröder aan Emil Heinrich Meyer, lid van de raad van bestuur van Dresdner Bank. Kurt Freiherr von Schröder was vennoot en administrateur van het conto. Van de destijds 32 niet SS-leden, verhief Heinrich Himmler 15 in de rang van SS-Ehrenführer.
Wilhelm Keppler werd later in het kader van de Processen van Neurenberg verhoord. Hij noemde uit het geheugen een aantal leden, die lid van de vriendenkring waren. Andere documenten bewezen een actieve deelname op basis van de donatielijsten.

## Leden van de vriendenkring
1. Hermann Behrends, SS-Gruppenführer en Generalleutnant der Polizei en SS-Sturmbannführer der Reserve der Waffen-SS, Höherer SS- und Polizeiführer in Servië en Montenegro, alsmede Stabsführer der Volksdeutschen Mittelstelle[2][3][1]
2. Rudolf Bingel, president-directeur en bestuursvoorzitter Siemens-Schuckertwerke AG[2][3][1]
3. Gottfried von Bismarck-Schönhausen, regeringspresident in Stettin en later van Potsdam[2][3]
4. Karl Blessing, Unilever, later chef Bundesbank[2][3]
5. Wilhelm Börger, Arbeitsministerium[2][3]
6. Heinrich Bütefisch, bestuurslid van IG Farben[2][3][1][4]
7. Kurt Dellmann, SS-Obersturmführer[3]
8. Friedrich Karl Dermietzel, plaatsvervangend rijksarts SS en politie, SS-Brigadeführer[2][3]
9. Hans Fischböck, Rijkscommissaris in het Vierjarenplan[2][3]
10. Friedrich Flick, president-directeur Mitteldeutsche Stahlwerke[2][3][1][4]
11. Rudolph Firle, Norddeutscher Lloyd
12. Herbert Göring, Wirtschaftsministerium, vader van Hermann Göring[2][3]
13. Karl von Halt, bestuurslid van de Deutsche Bank[2][3][1]
14. Franz Hayler, staatssecretaris in het Wirtschaftsministerium[2][3]
15. Ewald Hecker, Ilseder Hütte[2]
16. Emil Helfferich, president-commissaris van de HAPAG, directeur van DAPG[2][5][3]
17. Otto Heuer, directeur-generaal van Schütte AG[2][3][3]
18. Erich Hilgenfeldt, leider van de Nationalsozialistische Volkswohlfahrt[2][3]
19. Richard Kaselowsky, Dr. August Oetker KG, Bielefeld[2][3]
20. Hans Kehrl, SS-Oberführer[2][3]
21. Wilhelm Keppler, vanaf 1938 staatssecretaris in Außenministerium[3]
22. Fritz Kiehn, papierfabrikant en SS-Obersturmbannführer[6]
23. Wilhelm Kleinmann, staatssecretaris in het Reichsverkehrsministerium[3]
24. Fritz Kranefuss, Braunkohle-Benzin AG (BRABAG), SS-Hauptsturmführer en adjudant van Himmler[3][4]
25. Carl Vincent Krogmann, eerste burgemeester van Hamburg[2][3]
26. Karl Lindemann, directeur van de Dresdner Bank, Rijksbank, Deutsch-Amerikanische Petroleum Gesellschaft (DAPG)[5], Norddeutscher Lloyd, C. Melchers & Co. KG, Bremen[2][3]
27. Freiherr von Lüdinghausen
28. Emil Heinrich Meyer, raad van bestuur van de Dresdner Bank[2]
29. Werner Naumann, staatssecretaris in het Reichsministerium für Volksaufklärung und Propaganda[2][3][4]
30. Otto Ohlendorf, staatssecretaris in het Wirtschaftsministerium[2][3]
31. Alfred Olscher, Reichs-Kredit-Gesellschaft[2][3]
32. Oswald Pohl, leider van het Wirtschaftsamtes der SS[2][3][1]
33. Karl Rasche, lid van de raad van bestuur van de Dresdner Bank[2][3]
34. Herbert Reichenberger, SS-Untersturmführer
35. Friedrich Reinhart, president-commissaris van de Commerzbank[2][3]
36. Hellmuth Roehnert, Rheinmetall-Borsig[2][3]
37. Erwin Rösener, SS-Obergruppenführer und General der Waffen-SS, lid van de Rijksdag[3]
38. August Rosterg, Kali-concern Wintershall AG[2][3]
39. Hjalmar Schacht, president van de Rijksbank[3][4]
40. Ernst Schäfer, SS-Sturmbannführer in het SS-ambt Ahnenerbe[2][3]
41. Walther Schieber, leider van een Rüstungslieferungsamte in het Rüstungsministerium[3]
42. Heinrich Schmidt, Kali-concern Wintershall AG[2][3]
43. Kurt Schmitt, vroegere Ministerie van economische zaken, voorzitter van het bestuur van het Allianz AG[2][3]
44. Kurt von Schröder, bankier, J. H. Stein bank[2][3][4]
45. Wolfram Sievers, leider van het ambt Ahnenerbe[2][3]
46. Otto Steinbrinck, vakbond Pruisen[2][3]
47. Albert Vögler, Vereinigte Stahlwerke AG - er werd getwijfeld aan zijn lidmaatschap, vanwege zwaarwegende redenen[2][3][4]
48. Wilhelm Voss, Reichswerke Hermann Göring[2][3]
49. Hermann Waldhecker, directeur van de Rijksbank[2][3]
50. Hans Walz, bedrijfsleider van Bosch GmbH[2][3][1][4]
51. Franz Heinrich Witthoeft[3]
52. Karl Wolff, (persoonlijk adjudant van Himmler)[2][3]
53. Walther Wüst, professor in Indo-Europese taalwetenschap, SS-Oberführer, ambtchef van de Onderzoeksvereniging Duits voorouderserfgoed Ahnenerbe[3]